# Wital Łańko
Wital Alaksandrawicz Łańko (biał. Віталь Аляксандравіч Ланько, ros. Виталий Александрович Ланько, Witalij Aleksandrowicz Łańko; ur. 4 kwietnia 1977 w Mohylewie) – białoruski piłkarz występujący na pozycji napastnika, reprezentant Białorusi w latach 2004–2006.

## Kariera klubowa
Występował m.in. w zespołach takich jak: Dniapro-Transmasz Mohylew i Biełszyna Bobrujsk, rosyjskie Fakieł Woroneż, Kristałł Smoleńsk, Urałan Elista, Metałłurg-Kuzbass Nowokuźnieck, Spartak Nalczyk i Łucz-Energia Władywostok oraz ukraińska Wołyń Łuck.

## Kariera reprezentacyjna
W latach 2004–2006 Łańko rozegrał 6 spotkań w reprezentacji Białorusi.

## Sukcesy
Dniapro-Transmasz Mohylew
- mistrzostwo Białorusi: 1998